# Cinemien
Cinemien is een Nederlandse filmdistributeur. Cinemien begon als feministisch filmcollectief in 1974 en werd opgericht tijdens de tweede feministische golf door een groep vrouwen in het Amsterdamse Vrouwenhuis. Cinemien begon in het Vrouwenhuis met het vertonen van films die ze zelf wilden zien en bespreken: films over vrouwen, gemaakt door vrouwen. Filmdistributie zou uiteindelijk de belangrijkste activiteit worden. Tussen 1974 en 1989 speelde Cinemien als filmdistributiecollectief een belangrijke rol in het promoten van vrouwelijke filmmakers en de emancipatie van vrouwen via het medium film. Het filmcollectief heeft speciale aandacht voor lhbti+-cinema.

## Naam
De naam “Cinemien” is een combinatie van het woord “Cinema” en de voornaam “Mien”, en verwijst naar de feministische actiegroep Dolle Mina (1970–1978), die op haar beurt verwees naar Wilhelmina Drucker (1847–1925), een van de eerste feministen in Nederland.

## Ontstaansgeschiedenis
Feministisch Filmkollektief Cinemien werd op 5 maart 1975 officieel opgericht door Judith de Beer, Irene Kuipers, Phil van der Linden, Nicolaine den Breejen en Pauline Terreehorst. Naast de vijf vrouwen die in de officiële oprichtingsakte worden genoemd, waren er nog andere vrouwen actief betrokken bij de oprichting van Cinemien, onder wie Marianne Vrijdaghs, Tini Kuster, Teuntje Visser, Carla Koper, Wil Herman en Liesbeth van der Waals.
Cinemien vond dat er te weinig vrouwen werkzaam waren in de productie, distributie en de vertoning van films. Door de aankoop en distributie van vrouwenfilms wilden ze niet alleen de positie van vrouwelijke regisseurs verbeteren maar ook tegenwicht bieden aan het stereotiepe vrouwbeeld in mainstream films, en een bijdrage leveren aan de bewustwording van de filmcultuur van vrouwen. Aankoop vond plaats op basis van twee criteria. De film moest een ondersteuning zijn van de strijd voor de bevrijding van vrouwen, en die strijd activeren, en/of een bijdrage vormen aan het herontdekken, ontwikkelen van de vrouwencultuur.

## 50-jarig bestaan
In het Eye Filmmuseum werd in maart 2025 het vijftigjarig bestaan gevierd met een selectie films van vrouwelijke filmmakers en een ode aan de vrouwen van Feministisch Filmkollektief Cinemien.
Bij het 50-jarig bestaan van Cinemien zijn veel (kranten)artikelen verschenen: 
- Eye Filmmuseum viert 50 jaar Feministisch Filmkollektief Cinemien - 3 februari 2025
- Filmkrant. Focus: Vijftig jaar Feministisch Filmkollektief Cinemien - 5 maart 2025
- NRC. Cinemien vijftig jaar: films voor en door en over vrouwen - 11 maart 2025
- Parool. Jubileum in Eye: radicale films van Feministisch Filmkollektief Cinemien zijn nog altijd relevant,
- Roosje van der Kamp - 4 maart 2025
- Eye: Feministisch Filmkollektief Cinemien - UITMAG.NL. 25 januari 2025
- Nederlandse Vrouwen Raad. Feministisch Filmkollektief Cinemien - maart 11, 2025
- Metropolis M.: ‘Cinemienen’ zijn nog lang niet klaar - 21 maart 2025[4]

### Films in het Eye Filmmuseum programma bij 50-jaar Cinemien,  6 – 26 maart 2025
- Een ode aan de vrouwen van Feministisch Filmkollektief Cinemien; Inleiding door Gerdien Smit, Eye Filmmuseum[5]

Filmselectie:
- Women of Ryazan (Olga Preobrazhenskaya, USSR, 1927)
- Die Büchse der Pandora (G.W. Pabst, DE, 1928)
- Wanda (Barbara Loden, VS, 1970)
- Not a Pretty Picture (Martha Coolidge, VS, 1975)
- 100 beledigingen per dag (Barbara Meter, NL, 1978)
- Daughter Rite (Michelle Citron, VS, 1978)
- My Survival as an Aboriginal (Essie Coffey, AU, 1978)
- Sofiko/Some Interviews on Personal Matters (Lana Gogoberidze, GE, 1978)
- Il valore della donna è il suo silenzio (Gertrud Pinkus, CH, 1979)
- Donna: vrouwen in verzet (Yvonne Scholten, NL, 1980)
- Was soll’n wir denn machen ohne den Tod (Elfi Mikesch, AT, 1980)
- Avskedet/The Farewell (Tuija-Maija Niskanen, FI/SE, 1982)
- Born in Flames (Lizzie Borden, VS, 1983)
- Het land van mijn ouders (Marion Bloem, NL, 1983)
- Diary for My Children (Márta Mészáros, HU, 1984)
- Leila and the Wolves (Heiny Srour, LB, 1984)
- Desert Hearts (Donna Deitch, VS, 1985)
- Sweetie (Jane Campion, NZ, 1989)